# Tanggula állomás
Tanggula állomás (egyszerűsített kínai írással: 唐古拉站, pinjin: Tánggǔlā zhàn) jelenleg a világ legmagasabban fekvő vasútállomása. Magasabban található, mint a bolíviai Rio Mulatos-Potosí-vasútvonalon lévő Condór állomás, mely sokáig a világrekord volt. 5069 méter magasan fekszik a Csinghaj–Tibet-vasútvonalon Tibetben. Az állomás azonban nem a vonal legmagasabb pontja, a legmagasabb pont 5072 méter magasan van a tengerszinttől.
Három vágány található itt, melyhez egy peron tartozik. Az azonban 1,25 km hosszú.
Ha megnyílik a Bilaspur–Mandi–Leh-vasútvonal Indiában, az állomás a második helyre fog visszaszorulni.

## Vasútvonalak
Az állomást az alábbi vasútvonalak érintik:
- Csinghaj–Tibet-vasútvonal

## Kapcsolódó állomások
A vasútállomáshoz az alábbi állomások vannak a legközelebb:
- Tanggula North railway station (Xining railway station)
- Tanggula South railway station (Lhasa railway station)